# Ecdemus rubrothorax
Ecdemus rubrothorax là một loài bướm đêm thuộc phân họ Arctiinae, họ Erebidae.